# Kuźma Wysocki
Kuźma Dmitrijewicz Wysocki (ros. Кузьма Дмитриевич Высоцкий, według innych danych Kuźma Diemidowicz Wysocki (Кузьма Демидович Высоцкий) ur. 31 października 1911 we wsi Zaprudje, obecnie w rejonie rokytniańskim, zm. 4 marca 1940 w Leningradzie) – radziecki żołnierz, Bohater Związku Radzieckiego (1940).

## Życiorys
Urodził się w ukraińskiej rodzinie chłopskiej. Miał wykształcenie podstawowe, w 1929 udał się do Donbasu, gdzie pracował w kopalni, a od 1933 w zakładzie w obwodzie wołogodzkim. Od 1939 służył w Armii Czerwonej, uczestniczył w wojnie zimowej. 23 grudnia 1939 jako żołnierz oddziału karabinów maszynowych 68 pułku piechoty 70 Dywizji Piechoty 7 Armii odpierał kontrataki Finów; został wówczas ranny, jednak nie opuścił pola walki. 15 stycznia 1940 otrzymał za to tytuł Bohatera Związku Radzieckiego i Order Lenina. W lutym 1940 podczas dalszych walk (obecnie w rejonie wyborskim w obwodzie leningradzkim) został ciężko ranny i odesłany do szpitala w Leningradzie, gdzie zmarł. Jego imieniem nazwano miasto Uuras (Wysock w obwodzie leningradzkim), ulicę w jego rodzinnej wsi (gdzie postawiono jego popiersie) i wyspę na Morzu Bałtyckim.